# IOPS
IOPS (del inglés Input/Output Operations Per Second, operaciones de entrada/salida por segundo) es una unidad de benchmark usada para medir el rendimiento de dispositivos informáticos de almacenamiento, como unidades de disco duro, unidades de estado sólido y acceso a almacenamiento en red. Al igual que con cualquier benchmark, los números de IOPS publicados por los fabricantes de dispositivos de almacenamiento no garantizan este rendimiento en las aplicaciones del mundo real.

## Tipos de pruebas
| Medida                | Descripción                                                                                     |
| --------------------- | ----------------------------------------------------------------------------------------------- |
| Total IOPS            | Número total de operaciones E/S (combinación de pruebas de lectura y escritura en las unidades) |
| Random Read IOPS      | Número medio de lecturas aleatorias por segundo                                                 |
| Random Write IOPS     | Número medio de escrituras aleatorias por segundo                                               |
| Sequential Read IOPS  | Número medio de lecturas secuenciales por segundo (normalmente mayor que Random Read IOPS)      |
| Sequential Write IOPS | Número medio de escrituras secuenciales por segundo (normalmente mayor que Random Write IOPS)   |